# 懿恵王后
懿恵王后 崔氏（いけいおうこう さいし、ウィヘワンフ チェシ、의혜왕후 최씨、生没年不詳）は、李氏朝鮮の初代国王李成桂の生母である。李成桂の父の李子春の正室。もともとの姓は趙であり、懿恵王后の父の名は趙祚（조조）だったが、元朝の役職千戸（千人隊長）に任命されたことから、崔閑奇（최한기）に改名した。李氏朝鮮建国後、李成桂は生母に懿妃（의비）を追号した。
もともとは登州人だったが、和州（後の永興府）に移住して暮らしていた。

## 家族
- 父：崔閑奇（千戸）
  - 夫：李子春
    - 子：李成桂（李氏朝鮮の初代国王）
    - 娘：貞和公主